# Davy (cratère)
Pour les articles homonymes, voir Davy.
 (avril 2020).
Si vous disposez d'ouvrages ou d'articles de référence ou si vous connaissez des sites web de qualité traitant du thème abordé ici, merci de compléter l'article en donnant les références utiles à sa vérifiabilité et en les liant à la section « Notes et références ».
Davy est un petit cratère d'impact lunaire qui est situé sur le bord est de la Mer des Nuées. Il a été nommé d'après le physicien britannique Humphry Davy. Il recouvre les restes inondés de lave du cratère satellite Davy Y à l'est, une formation qui contient une chaîne de cratères appelée catena Davy. Au sud-est de Davy se trouve le cratère proéminent Alphonsus.
Le bord extérieur de Davy est bas et l'intérieur a été partiellement remodelé. Le périmètre est quelque peu polygonal, en particulier dans la moitié ouest, et le bord sud-est a été recouvert par Davy A. Ce dernier est en forme de bol avec une encoche dans le bord nord. L'intérieur de Davy n'a pas de pic central, bien qu'il y ait quelques monticules centraux bas et le bord de Davy Y forme une crête basse menant du bord extérieur nord.

## Catena Davy

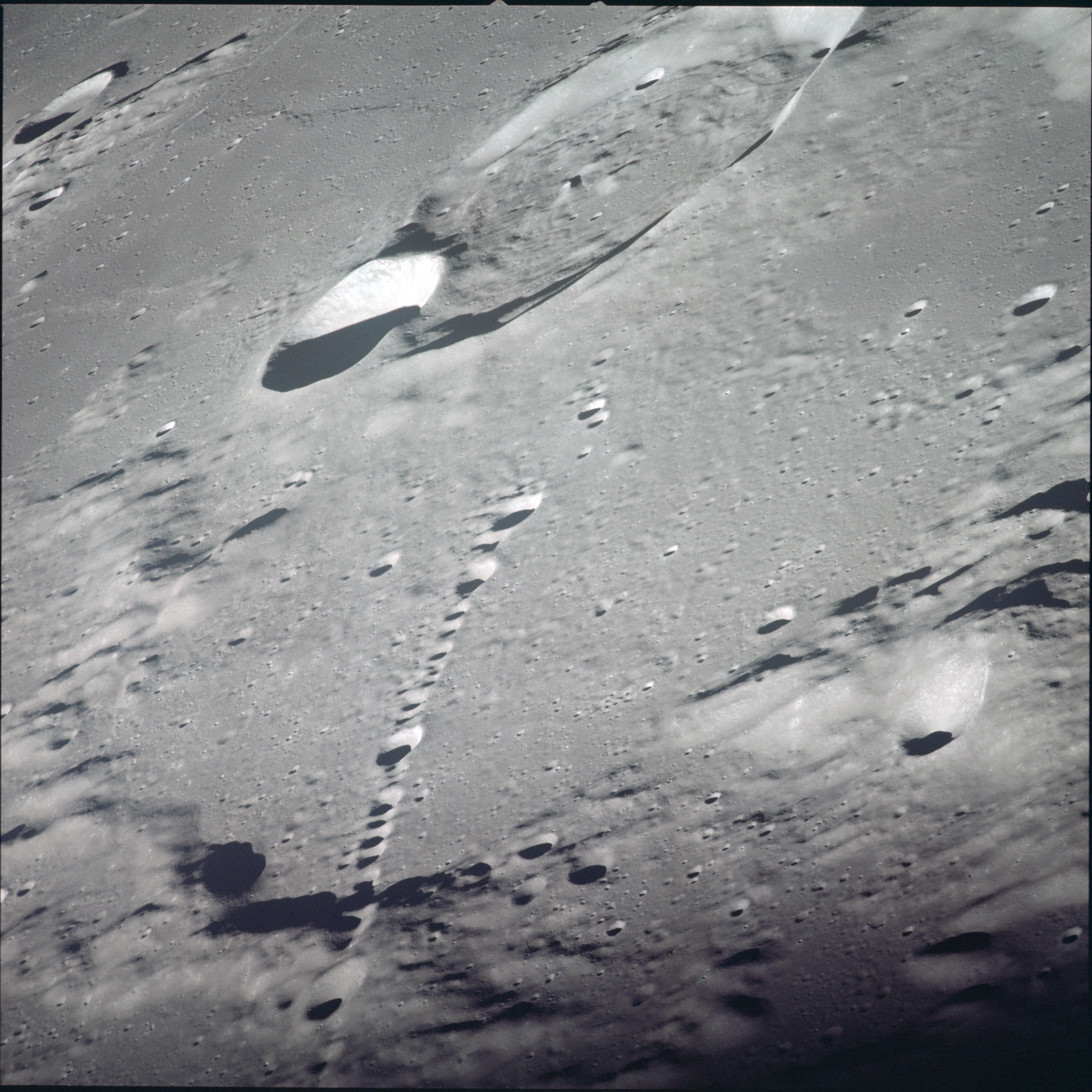
Le cratère lunaire Davy en haut et Catena Davy en dessous, vu par Apollo 12 - photo NASA.

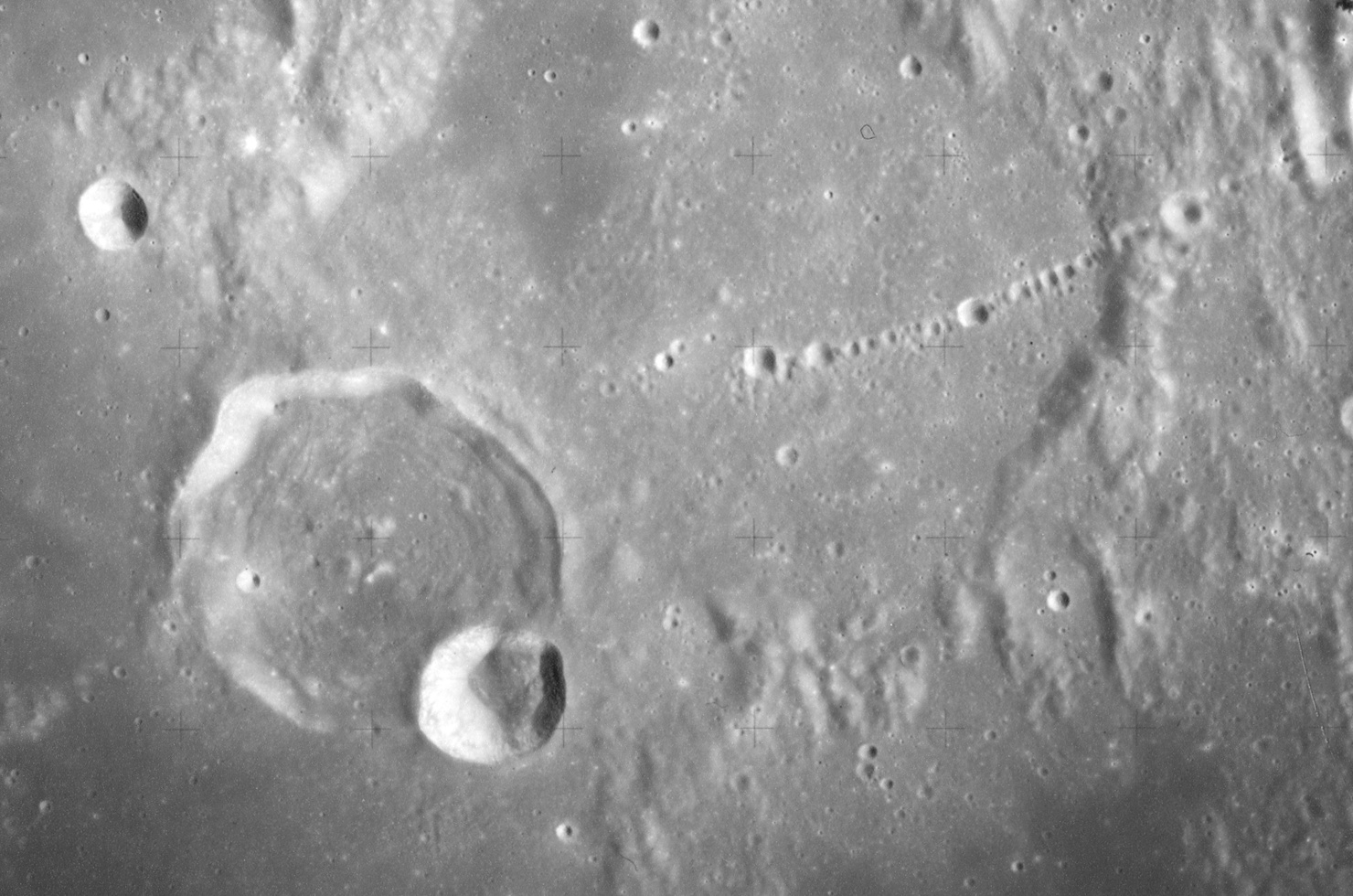
Cratère Davy et Catena Davy d'Apollo 16

Cette chaîne linéaire de 23 minuscules cratères va du milieu de Davy Y vers le bassin clos Ptolemaeus en suivant une trajectoire légèrement incurvée vers l'est-nord-est. Il est situé aux coordonnées sélénographiques 11,0 ° S, 7,0 ° W et a un diamètre de 50 km.
La chaîne inhabituelle de cratères au fond, appelée Catena Davy, peut être une chaîne de cratères volcaniques ou une chaîne de cratères secondaires formée par le grand bassin d'impact oriental situé à 2 000 kilomètres à l'ouest,. Une cause possible est celle d'un seul corps qui s'est séparé avant l'impact en raison des effets des marées. Des images à haute résolution ont démontré que les cratères se sont formés à peu près au même moment puisque l'éjecta de chaque cratère ne recouvre pas les cratères voisins.
En 1974, six des cratères de la chaîne ont reçu des noms "non officiels" à utiliser avec le Topophotomap 77D1S1 de la NASA (10). Ces noms, énumérés ci-dessous, ont ensuite été adoptés par l'AIU. Leurs positions dans la chaîne ne sont pas faciles à distinguer sur la base de leurs coordonnées officielles, mais elles sont bien identifiées sur la topophotomap.
| Cratère   | Coordonnées | Diamètre | Source du nom           |
| --------- | ----------- | -------- | ----------------------- |
| Alan      | −10,9, −6,1 | 2,0 km   | Nom masculin irlandais  |
| Delia     | −10,9, −6,1 | 2,0 km   | Nom féminin grec        |
| Harold    | −10,9, −6   | 2,0 km   | Nom masculin scandinave |
| Osman     | −11, −6,2   | 2,0 km   | Nom masculin turc       |
| Priscilla | −10,9, −6,2 | 1,8 km   | Nom féminin latin       |
| Susan     | −11, −6,3   | 1,0 km   | Nom féminin anglais     |

## Cratères satellites

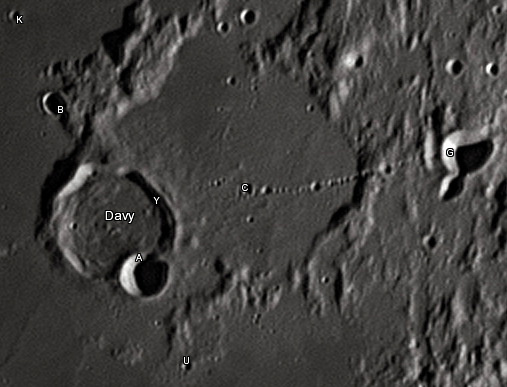
Le cratère Davy et ses cratères satellites prélevés sur Terre en 2012 à l'Observatoire de Bayfordbury de l'Université du Hertfordshire avec les télescopes Meade LX200 14 "et Lumenera Skynyx 2-1

Par convention, ces caractéristiques sont identifiées sur les cartes lunaires en plaçant la lettre sur le côté du point médian du cratère le plus proche de Davy.
| Davy | Latitude | Longitude | Diamètre |
| ---- | -------- | --------- | -------- |
| A    | 12,2 ° S | 7.7 ° O   | 15 km    |
| B    | 10,8 ° S | 8,9 ° O   | 7 km     |
| C    | 11,2 ° S | 7,0 ° O   | 3 km     |
| g    | 10,4 ° S | 5,1 ° O   | 16 km    |
| K    | 10.2 ° S | 9,5 ° O   | 3 km     |
| U    | 12,9 ° S | 7.1 ° O   | 3 km     |
| Y    | 11.0 ° S | 7.1 ° O   | 70 km    |